# Distretto di Tha Uthen
Il distretto di Tha Uthen (in thailandese: ท่าอุเทน) è un distretto (amphoe) della Thailandia, situato nella provincia di Nakhon Phanom.